# Cristina Fernández Cubas

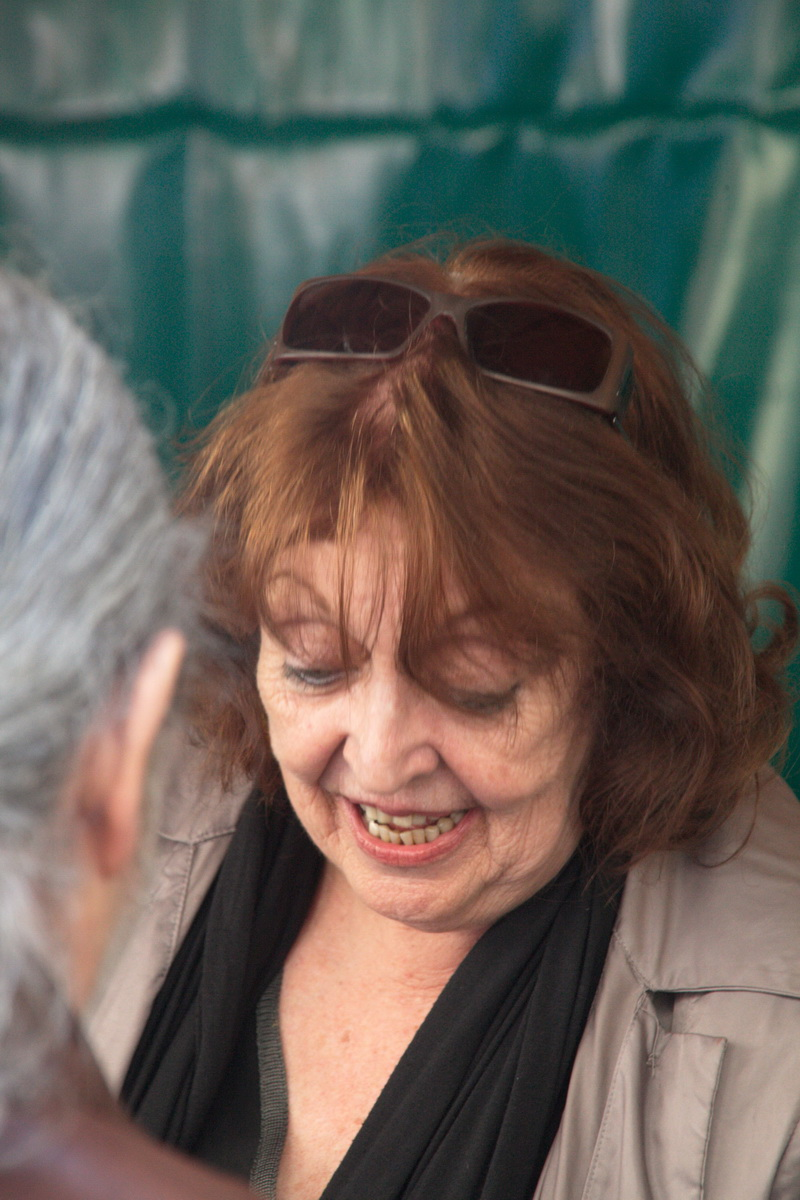
Cristina Fernández Cubas

Cristina Fernández Cubas (* 1945 in Arenys de Mar) ist eine spanische Schriftstellerin und Journalistin. Mit ihren Erzählungen gehört sie seit den neunziger Jahren zu den herausragendsten Vertretern für Kurzgeschichten in der spanischen Literatur.

## Biografie und literarischer Werdegang
Cristina Fernandez Cubas wurde 1945 in Arenys de Mar, Spanien geboren und studierte Rechtswissenschaft und Journalismus in Barcelona.
Sie ist verheiratet mit dem Schriftsteller Carlos Trías Sagnier, und war schon in jungen Jahren als Journalistin tätig. Gelebt hat sie unter anderem in Kairo, Lima, Paris und Berlin.
Ihr erster Band mit Erzählungen wurde in Spanien 1980 veröffentlicht. Bisher sind fünf Bände mit Erzählungen erschienen: Mi hermana Elba (Meine Schwester Alba), Los altillos de Brumal (Die Hügel von Brumal), El ángulo del horror (Der Horrorwinkel), Con Ágata en Estambul (Mit Agathe in Istanbul) und Parientes pobres del diablo (Arme Verwandte des Teufels). Der letztgenannte Band erhielt 2006 den Literaturpreis für Erzählungen Premio Setenil de Relatos.
Sie hat auch zwei Romane geschrieben, Das geschenkte Jahr und die Schaukel, das Theaterstück Hermanas de sangre (Blutsschwestern) und die autobiographischen Erinnerungen Cosas que ya no existen (Dinge, die es nicht mehr gibt), die 2001 den Literaturpreis für Kurzgeschichten Premio NH Hoteles erhielt und in Spanien durch den Verlag Editorial Tusquets vor kurzem (2011) neu aufgelegt wurden.
Fernández Cubas nutzt die phantastische Erzählung um ihre Hauptfiguren, vornehmlich Frauen, mit beunruhigenden Stimmungen zu konfrontieren. In ihren Geschichten baut sie eine Spannung auf und der Leser muss selbst aktiv werden, um die Situationen und das Schweigen zu deuten sowie die Verhaltensweisen und psychologischen Motive zu erkennen.
Ihr Werk wurde in zehn Sprachen übersetzt. 2009 erschien der Sammelband Todos los cuentos (Alle Erzählungen) mit ihren Erzählungen, der neben anderen Auszeichnungen den Premio Ciudad Barcelona, Salambó und den Premio Qwerty erhalten hat.

## Werke

### Veröffentlichungen in spanischer Sprache
- Mi hermana Elba, Barcelona, Tusquets Editores, 1980 (Erzählungen)
- Los altillos de Brumal, Barcelona, Tusquets Editores, 1983 (Erzählungen)
- El año de Gracia, Barcelona, Tusquets Editores, 1985 (Novelle)
- Cris y Cros und El vendedor de sombras, Madrid, Alfaguara, 1988
- El ángulo del horror, Barcelona, Tusquets Editores, 1990 (Erzählungen)
- Con Agatha en Estambul, Barcelona, Tusquets Editores, 1994 (Erzählungen)
- El columpio, Barcelona, Tusquets Editores, 1995 (Novelle)
- Hermanas de sangre,  Barcelona, Tusquets Editores, 1998, (Theaterstück)
- Emilia Pardo Bazán, Barcelona, Editorial Omega, 2001 (Biographie)
- Cosas que ya no existen, Barcelona, Lumen 2001, Tusquets Editores 2011 (Memoiren)
- Parientes pobres del diablo,  Barcelona, Tusquets Editores 2006 (Erzählungen)
- Todos los cuentos, Barcelona, Tusquets Editores, 2008 (Sammelband der Erzählungen)

### Veröffentlichungen in deutscher Sprache
- Die Schaukel (Übersetzung von Lieselotte Kolanoske), Frankfurt 1997, Suhrkamp Verlag
- Das geschenkte Jahr (Übersetzung von Eva Schikorski), Suhrkamp Verlag, 1989

Ihre Kurzgeschichten sind bislang nicht in deutscher Sprache erhältlich.